# Mount Dyke
Mount Dyke ist ein 1100 m hoher Berg im ostantarktischen Enderbyland. Er ragt 5 km nördlich des Mount Humble im nordöstlichen Teil der Raggatt Mountains auf.
Kartiert wurde er anhand von Luftaufnahmen, die 1956 im Rahmen der Australian National Antarctic Research Expeditions entstanden. Das Antarctic Names Committee of Australia (ANCA) benannte ihn nach Graham Dyke von der Royal Australian Air Force, Pilot auf der Mawson-Station im Jahr 1960.